# Acueducto Leobersdorf
El Acueducto Leobersdorf (en alemán: Aquädukt Leobersdorf) es un edificio de suministro de agua de Viena en la entrada de Triestingtals al oeste de la autopista del sur en el municipio de Leobersdorf en Baja Austria, Austria.  El edificio también está protegido por la Convención de La Haya para la Protección de los Bienes Culturales en caso de Conflicto Armado . 
Fue construido entre 1870 y 1873 y mide aproximadamente 1065 metros de largo.